# 이탈리아 빙상 스포츠 연맹
이탈리아 빙상 스포츠 연맹(이탈리아어: Federazione Italiana Sport del Ghiaccio, FISG)은 이탈리아의 아이스 스케이팅 관련 종목을 총괄하는 스포츠 행정 기구이다. 1926년 9월 설립되었으며 국제 빙상 연맹 및 국제 아이스하키 연맹 회원 단체이다.